# Jerry Snell
Pour les articles homonymes, voir Snell.
Jerry Snell, né à Vancouver le 17 avril 1957 et mort à Bangkok le 7 août 2015, est un acteur et musicien québécois.

## Biographie
Créateur, activiste, Musicien, il a co-fondé la compagnie Carbone 14, une troupe de théâtre physique de Montréal.
Il a ensuite participé à plusieurs projets reliant texte, image, mise en scène et musique.
Il a vécu en Asie de 2008 à 2015.

## Albums
- 1992 : Life in a Sucide Riots
- 2001 : Cash
- 2004 : Bone the Soundtrack

## Filmographie
- 1987 : Un zoo la nuit : American
- 1991 : Nelligan : Marin
- 1992 : Exit pour nomades : Billy the Kid
- 1992 : L'Automne sauvage : John Kendall
- 1993 : Map of the Human Heart : Boleslaw
- 1993 : Matusalem : Voyou du village
- 1995 : Motel : Mat
- 2001 : 15 février 1839 : Lewis Harkin